# Abhiséka
Az abhiséka szanszkrit kifejezés (dévanágari: अभिषेक abhiṣeka), egy odaadó tevékenység vagy vallási rítus. Az ind dharma-vallásokban van jelentősége, úgymint a hinduizmusban, buddhizmusban és dzsainizmusban.
A hinduizmusban felkenést vagy vízzel meghintést jelölő általános kifejezés, amelyet elsősorban a felszenteléssel kapcsolatban használnak: a hinduizmusban idővel vallási értelmet nyert, időnként ugyanazt jelenti, mint a díksá, máskor a díksá után következik. 
A buddhizmusban az abhiséka az az eszköz, amellyel a mester erőt és hatalmat ad tanítványának ahhoz, hogy a meditáció  különleges formáit kezdje gyakorolni. Különösen Tibetben fontos (tib. bang bskur, felhatalmazás), ahol a tibeti buddhizmus tantrikus gyakorlatokat megelőző beavatási szertartásává vált. 